# Воїн Попович
Воїн Попович, відомий також як воєвода Вук (серб. Војин Поповић; 9 грудня 1881, С'єниця, вілайєт Косово, Османська імперія — 29 листопада 1916, гора Каймакчалан, Королівство Сербія) — сербський військовий діяч, воєвода, учасник боротьби за Македонію.

## Біографія
Походив з Косово. Незабаром після його народження родина переїхала в Крагуєваць, де Воїн закінчив школу. Вирішив вибрати військову кар'єру. Після закінчення військового училища, вступив в армію. У листопаді 1901 року отримав звання лейтенанта.
Активний учасник боротьби за Македонію, Балканських воєн і Першої світової війни. .
Був одним з перших четників, які вирушили в 1905 році в Стару Сербію — Вардарську Македонію, яка знаходилася під владою Порти аж до Першої Балканської війни 1912 року.
Під час Першої світової війни Попович командував підрозділом добровольців, які підтримували дії Дунайської сербської дивізії. Як командир загону брав участь в битві біля Цери. Пізніше, став командиром сербського волонтерського загону на Салонікському фронті, воював проти болгарських армійських частин.
29 листопада 1916 року загинув в бою під час битви біля гори Каймакчалан.
Похований в Салоніках.

## Нагороди
- Орден Зірки Карагеоргія з мечами
- Орден Святого Станіслава (Російська імперія) III ступеня
- Військовий хрест (Франція)
- медаль короля Петра I Карагеоргієвича
- золота медаль «За хоробрість» (Сербія, 1912 рік)

## осилання
- Четнічка легенда, Војвода Вук: од Челопек, Преко Куманова, до Грунішта (серб.)
- Војін Поповіћ. [Архівовано 11 грудня 2017 у Wayback Machine.] Војвода Вук [Архівовано 11 грудня 2017 у Wayback Machine.] (серб.)